# Francis Edgar Williams
Francis Edgar Williams (* 9. Februar 1893 in Malvern, Adelaide, South Australia; † 12. Mai 1943 in Papua, Papua-Neuguinea) war ein australischer Anthropologe.

## Leben
Er arbeitete 1922–1943 für die australische Regierung im ehemaligen australischen Territory of Papua. Williams führte wichtige Studien in sieben verschiedenen und weit verstreuten Kulturen durch: bei den Vailala (Purari Delta, 1922–23), Orokaiva (Northern Division, 1923–25); Keraki (Morehead River, 1926–32); Koiari (Central Division, 1929–31); Elema (Gulf Division, 1923–37), Foi (Southern Highlands, 1938–39) und Keveri (Eastern Division, 1940). Zu gut einem Dutzend weiterer Gesellschaften führte er kleinere Untersuchungen durch. Seine mitgebrachten Funde sind jetzt Bestandteil der von Hubert Murray initiierten Papua Official Collection (POC) im National Museum of Australia.
Seine Beschreibungen der Cargo-Kulte bei den Orokaiva und Vailala sind Klassiker der Anthropologie.

## Werke
- The collection of curios and the preservation of native culture. Port Moresby 1923. (Territory of Papua, Anthropology Report 3).
- Orokaiva magic. London 1928. With a Foreword by Robert Ranulph Marett. (Territory of Papua, Anthropology Report 6-8; Reprint London: Oxford University Press, 1969).
- The Vailala Madness and the Destruction of Ceremonies. Port Moresby 1923. (Territory of Papua, Anthropology Report 4).
- The Vailala Madness in Retrospect. In: Essays presented to Charles Gabriel Seligman. London 1934.
- The Vailala Madness and Other Essays. University Press of Hawaii, Honolulu 1977, ISBN 0-8248-0519-4. (Herausgegeben mit einer Einführung von Erik Schwimmer, zuerst St Lucia, Queensland, University of Queensland Press 1976).
- The Natives of the Purari-Delta. Port Moresby 1924. (Territory of Papua, Anthropology Report 5).
- Native education; the Language of instruction and intellectual education. Port Moresby 1928. (Territory of Papua, Anthropology Report 9).
- Customs of the Orokaiva. 1928
- Rainmaking on the river Morehead. In: Journal of the Royal Anthropological Society of Great Britain and Ireland. London. 59, 1929, S. 379–397.
- Orokaiva Society. Oxford University Press 1930. (Territory of Papua, Anthropology Report 10).
- Sentiments and leading ideas in native society. Port Moresby 1932. (Territory of Papua, Anthropology Report 12).
- Depopulation of Suau District. Port Moresby 1933. (Territory of Papua, Anthropology Report 13).
- Practical education: the reform of native horticulture. Port Moresby 1933. (Territory of Papua, Anthropology Report 14).
- The Blending of Cultures: An Essay on the Aims of Native Education. Port Moresby 1935. (Territory of Papua, Anthropology Report 16).
- Papuans of the Trans-Fly. Oxford University Press 1936.
- Bull-roarers in the Papuan Gulf. 1936.
- The natives of Mount Hagen, Papua: further notes. In: Man. 37, S. 90.–96.
- The grasslanders. In: Annual Report of the Territory of Papua. 1938/39.
- Drama of Orokolo: The Social and Ceremonial Life of the Elema. Oxford University Press 1940.
- Natives of Lake Kutubu, Papua. Melbourne 1940. (Oceania Monographs 6) (Reprint 1966).
- Mission influence among the Keveri of South-East Papua. In: Oceania. 1944